# Nematabramis
Nematabramis es un género de peces de la familia Cyprinidae y de la orden de los Cypriniformes.

## Especies
- Nematabramis alestes (Seale & B. A. Bean, 1907)
- Nematabramis borneensis Inger & P. K. Chin, 1962
- Nematabramis everetti Boulenger, 1894
- Nematabramis steindachnerii Popta, 1905
- Nematabramis verecundus Herre, 1924

- Datos: Q5296056
- Multimedia: Nematabramis / Q5296056